# Gà gô đen
Gà gô đen (Lyrurus tetrix) là một loài chim trong họ Phasianidae.

## Liên kết ngoài

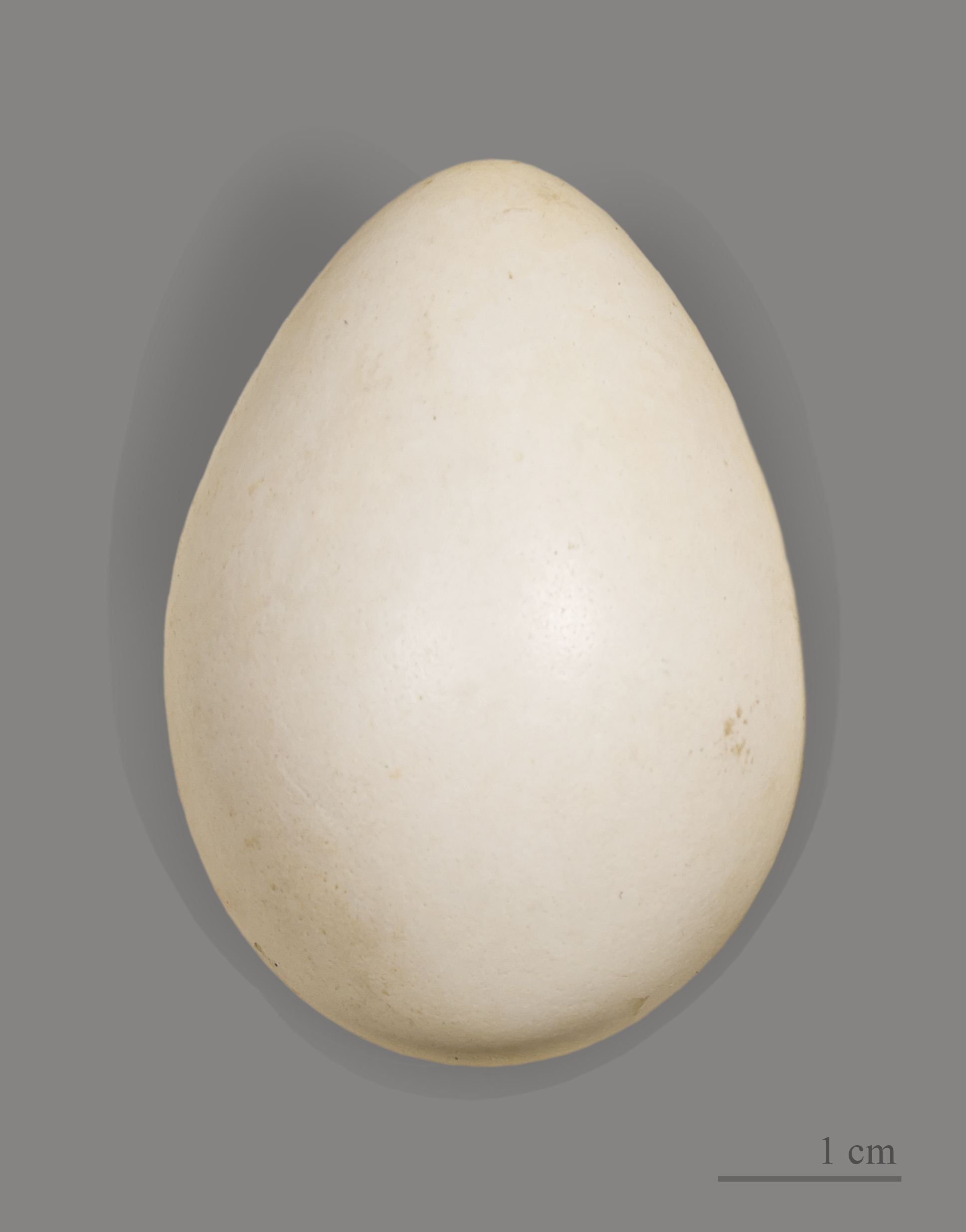
Trứng của phân loài Lyrurus tetrix tetrix